# Zeanuri
Zeanuri és un municipi de la província de Biscaia, País Basc, pertanyent a la comarca d'Arratia-Nerbion. Limita al nord-est amb Dima, al nord-oest Areatza, al sud amb Uribe i Zigoitia i a l'oest amb Orozko